# 台兒莊戰役
台兒莊戰役為1938年3月至4月中旬中華民國國軍在山東省南邊台兒莊與意圖由山東分兩路進攻徐州的日本陸軍進行的戰役，這場戰役是中国抗日战争中徐州會戰的一部分。國軍在以徐州為中心地區與日軍激戰，史稱徐州会战。日軍第5師團主攻臨沂，第10師團主攻滕縣、臨城、台兒莊，均遭國軍擊退。因為是對日抗戰爆發後國軍首次取得的勝利，又稱為台兒莊大捷。

## 背景
日軍在1937年華北與華中地區的戰役獲得勝利後察覺國民政府並未如原本預想的失去戰力求和，反而是將首都內遷冀求長期戰爭勝利，因此日本陸軍一方面將軍隊從16師擴張到22師45萬人，同時策劃新攻勢希望打通津浦線（今京滬鐵路）將南北佔領區連成一塊，並強迫國府軍在無險可守的四戰之地徐州進行大規模決戰以殲滅當時內遷的國民政府中央系底下所屬戰力。
1938年1月1日，國民政府宣佈改組，提出要通過持久戰才能取得最後勝利，國防委員會成員由30人增加至75人，實行交通軍事管制，拒絕日本倡議和平:119。2月10日，林彪統率八路軍115師奪回冀中保定和石家莊之間4個車站，切斷平漢鐵路日軍後方，繳獲500支步槍、30挺輕機槍和100多匹馬:140。3月初，蔣親自在鄭州坐鎮，中共八路軍於晉西打退企圖於黃河南岸平漢鐵路渡河之日軍:144。

## 概要
原先日軍的構想是在擴軍完成後的1938年夏季發動新一波攻勢，為此日本參謀本部在2月16日的御前會議時先向天皇匯報其作戰意圖，同時向前線部隊告知作戰方針並劃出防衛縱深圈，並派遣傾向不擴大現有事端的作戰科長河邊虎四郎上校前往中國對底下部隊進行協調。3月，日軍參謀本部同意第二軍增加部分兵力，但須遵守不得超越臨沂、棗莊之線，前線日軍卻無視上級命令，第十師團擅自向南推進，從濟南發兵朝西南方的濟寧市進攻，第五師團則派出一個營的兵力朝濟南東南方的臨沂市助攻，在協調無用下河邊虎四郎遭到撤換，繼任的稻田正純下達了新的意向，同意第十師團殲滅山東省大運河一線的國軍。
徐州在津浦铁路（天津－浦口）和陇海铁路（兰州－连云港）交叉点，国民政府第五战区总部。
台兒莊位於徐州東北30公里的大運河北岸，与徐州东北的邳县（今邳州市）接壤，扼守運河的咽喉。。桂系將領第五戰區司令李宗仁與時任國軍副參謀總長兼軍訓部長的白崇禧合作指挥國民革命軍将两路日军分别阻止在山东临沂和台儿庄。
由於日軍的作戰並未協調，這種以少量兵力孤軍深入的作法反而遭到國軍利用，第五戰區指揮官李宗仁看準時機調派了其手下的20%兵力到台兒莊周邊冀求一舉全殲南侵日軍，除了各派系的部隊以外，軍委會甚至抽調了大部分150榴與反戰車炮前去增強戰區火力，以事後來看這項作為讓國府軍取得了部分火力優勢。李宗仁遂以西北军孫連仲第二十六路军在徐州以北的台兒莊與日軍反復爭奪。

## 周邊主要戰役
- 臨沂向城戰鬥：2月下旬，臨沂戰鬥告急，李宗仁就近抽調庞炳勋軍團（第40軍）馳往臨沂，固守縣城，堵截敵軍前進[8]:125；並張自忠第59軍。庞炳勋军团把日軍拖在临沂城周圍時，西北军张自忠国民革命军五十九军向北襲擊日軍左翼，日軍損失4,000人，包括3個團長，俘獲600名戰俘和大批戰利品，包括野戰炮和裝甲車[3]:148。
- 滕縣戰鬥：3月，第五戰區司令長官李宗仁令第22集團軍鄧錫侯川军第41、45軍出動，第41軍第122師師長王铭章部守滕县，因无援兵，滕县失守，王铭章师长战死殉国[9]。
- 菏澤戰鬥：第20集團軍商震第32軍，第32軍第23師師長李必藩因菏泽失陷而引咎自殺。

李宗仁在徐州成立總動員委員會，公布七道命令規定軍民共同承擔任務，負責發展和協調群眾活動，除漢奸外，都有言論、出版、集會、請願自由，軍政官員不得干預:149-150。中國共產黨稱以破坏后方日军交通线的方式也參與了此戰役，但真實性受到何应钦質疑。

## 參戰部隊
| 中國軍隊作戰序列 | 日本軍隊作戰序列 |
| --- | --- |
| 第五戰區，司令官李宗仁，副司令李品仙 - 第二集團軍：總司令孫連仲，參謀長王範庭（左翼兵團） - 第30軍：田鎮南 - 第30師：張金照 - 第31師：池峯城，副師長康法如 - 第42軍：馮安邦 - 第27師：黃樵松 - 獨立第44旅：吳鵬舉 - 第二十軍團：軍團長湯恩伯，參謀長萬建藩（右翼兵團） - 第13軍：湯恩伯〔自兼〕 - 第110師：張軫 - 第52軍：關麟徵 - 第2師：鄭洞國 - 第25師：張耀明 - 第75軍：周碞 - 第6師：周碞 - 第139師：黃光華 - 第85軍：王仲廉 - 第4師：陳大慶 - 第89師：張雪中 - 砲兵第4團 孔慶桂 - 砲兵第7團（瀋陽兵工廠仿克魯伯75野炮 - 炮兵第10團一連（SFH 18/32L） - 第57軍第333旅王肇治 - 第13軍騎兵團 - 騎兵第9師：張德順 - 第13師：吳良琛 - 第87軍 | 第二軍司令西尾壽造 - 第5師團：師團長板垣征四郎中將，參謀長櫻田武 - 步兵第21旅團：坂本順少將（坂本支隊） - 步兵第21聯隊：片野定見大佐 - 步兵第42聯隊一個大隊 - 野戰砲兵第5聯隊：小堀是繁大佐 - 山砲兵一個中隊 - 步兵第9旅團 - 第10師團：師團長磯谷廉介中將，參謀長堤不夾貴 - 步兵第33旅團：瀨谷啓少將（瀨谷支隊） - 步兵第10聯隊：赤柴八重藏（沂州支隊） - 步兵第63聯隊：福榮真平上校（台兒莊派遣隊） - 步兵第8旅團 - 獨立機關槍第10大隊 - 獨立輕裝甲車第10中隊 - 獨立輕裝甲車第12中隊 - 野戰砲兵第10聯隊(缺一個大隊)：谷口春治 - 臨時野戰砲兵中隊（九零野砲） - 臨時山砲兵中隊 - 野戰重砲兵第2聯隊（缺一個大隊） - 駐華日軍砲兵聯隊第3大隊（榴彈砲） - 工兵第10聯隊 以上不含野戰醫院、補給隊、通信隊 |

雖然國軍戰史中會以日軍師團長之名稱代稱進攻部隊，但日軍在戰役中並未將全部師團兵力投入，因此用這種做法並不精確，也無法反映實際日軍作戰規模。

台兒莊戰役中日軍動用2支步兵旅（其中一支僅有半數兵力），另外還增派2支野戰炮兵團，2支山砲連，1支野戰重炮兵團，1支工兵營，2支輕裝甲車連等強化火力，考量連月作戰耗損，實際規模應在2萬人上下。

## 戰役過程
3月15日，第五戰區司令李宗仁電令第二十集團軍湯恩伯（中央軍）部：
敵於津浦路北段增加兵力，大舉反攻，我滕縣守軍兵力薄弱，已奉准調第二十軍團第85軍駐歸德之一師，迅開滕縣為守軍之總預備隊。
湯恩伯呈報蔣中正：第4師正向臨城集結，第89師本晚由歸德向臨城開始輸送，兩師主力擬集結臨城東北地區，待機出擊。擬懇准調第52軍輸送徐州待命，避免分割使用，以益戰局。
蔣中正電令第二十集團軍：令第85軍開臨城，限17日拂曉前到達，第52軍即開歸德待命。
湯恩伯下達命令：津浦北段情況緊急，本軍團奉令策應該方面作戰。第85軍即日由歸德以鐵路輸送臨城集中，相機策應第二十二集團軍之作戰。第52軍本日即徒步由亳縣出發，限16日到達歸德，乘車開徐州集結待命，18日前應全部到達。第110師在蒙城集結警戒。
李宗仁電令：鐵路正面，敵已突破界河，滕縣吃緊，第4師先頭之一部，應即開滕縣附近增援。
3月16日，國軍滕縣陣地已遭日軍突破，第二十二集團軍除第122師王銘章守城之外正逐步撤退。第85軍增援抵達臨城，第4師第20團在龍山、虎山一帶與日軍接觸，日軍主力企圖前進棗莊襲擊國軍側背；第89師佔領臨城與官橋陣地以保衛鐵路安全。
3月17日，日軍步兵63聯隊以30餘輛戰車及空軍優勢猛攻官橋陣地，國軍增援受阻，官橋、臨城相繼失守，第89師向井家峪附近撤退。
3月18日，國軍第85軍第4師在嶧縣附近與日軍機械化部隊激戰，嶧縣當日晚間失陷。下午，日軍步兵第10聯隊完全佔領滕縣。
3月20日，日軍第10師團向瀨谷支隊下令：應確保韓莊、台兒莊運河之線，於警備臨城、嶧縣之同時，儘量派遣多數兵力向沂州方面突進，協助第五師團戰鬥
3月20日，徐永昌日記：津浦滕縣孫震、鄧錫侯川軍敗退已過運河，當湯恩伯進援時，孫震謂滕縣尚在我手中，湯以隨到之一旅急進，不料滕縣早失，敵大部南衝，湯之一旅幾於覆沒。
磯谷所部於攻下滕縣臨城後，即以主力東移，目的在佔領台兒莊渡河之鐵路公路要口，以便渡運河而襲徐州。
3月21日，國軍第13軍第110師抵達運河南岸接替河防任務，第52軍北渡運河準備協同第85軍向嶧縣反攻。
3月22日，第二集團軍第31師到達台兒莊暫歸第二十集團軍指揮。第52軍向洪山鎮集結。
李宗仁電令：第二十軍團配屬第31師主力，應於24日拂曉開始攻擊，務先擊破嶧縣、棗莊之敵，再向臨城、沙溝兩地側擊，迫敵於微山湖東岸而殲滅之，另一部集結台兒莊北方，準備對嶧縣及西北地區，協力主力之作戰。
3月23日起，日本軍即以其主力猛攻，聲勢甚盛，直迫台兒莊城下。至4月6日，日軍主力逐次加入台兒莊陣地:125。
3月25日，第52軍在興隆山、野葛埠與日軍赤柴大佐第十聯隊遭遇，日軍不敵攻勢撤退至南安城，國軍乘勝追擊，收復南安城與紀官莊、譚河等村落。
3月25日，徐永昌日記：林蔚由徐州電話謂台兒莊北面之敵經擊分三路後潰。嶧縣有敵34千，戰車數十。棗莊有敵2千，韓莊敵不過數百，已略向北移動。龐炳勛於臨沂告急；張自忠回援已到。
3月26日，第二集團軍（原西北軍）總司令部抵達台兒莊，第31師歸還建制。日軍第10師團長要求瀨谷支隊長從事果敢的攻勢。
3月26日，日軍台兒莊派遣隊發出電報：
1. 敵軍兵力約三個師，城內火車站附近並有列車砲。
2. 派遣隊等待增援，擬於27日開始攻擊。
3. 戰死20名，受傷112名，突入城內失蹤者15名。

3月26日，國軍孫連仲電令：
軍以殲滅由嶧縣南下增援敵人之目的，擬27日拂曉開始攻擊；以第27師為主攻部隊，第31師扼守原地小部襲擊當面之敵，獨立44旅相機助攻斷敵歸路。
3月27日，中華民國空軍第2大隊奉令進駐戰場，協助國軍陆军作戰，但是直到4月3日、4日、5日才升空助戰協助地面部隊，損失數架戰機後移防至武漢。
第二十集團軍接到第二集團軍電報：
台兒莊寨牆北部被敵砲燬，突入約三四百人，與我方混戰，嶧縣之敵約二千餘人，砲十餘門，戰車十餘輛，分途南下，一部乘車至北洛，向台兒莊急進
李宗仁電令第二十軍團：該軍團即放棄嶧縣、棗莊之計畫，速以一部監視當面之敵，以主力向南轉進，先殲台兒莊之敵
湯恩伯電令：敵主力本日猛攻台兒莊企圖渡河南竄，正與我孫集團激戰中；本軍團擬全部南進夾擊協同孫軍一舉將敵聚殲於台兒莊附近；第52軍應於本晚星夜由傅山、青山一帶向南下之敵夾擊，並與孫集團軍切取聯絡；第82軍應以一部佔領雲谷山黃山馬山一帶，牽制郭里集一帶之敵主力

3月28日，早晨，日軍台兒莊攻擊兵力增強開始對台兒莊展開攻勢，日軍雖一度突破台兒莊北垣，但最終仍被池峯城之31師所驅退。第85軍第4師在黃山、馬山與日軍千餘人激戰。
湯恩伯下令：
第52軍應以主力確保女峯山、石城崗一帶，同時選派有力之三個團，附全部山砲及戰車砲，迅速馳援台兒莊，協力第二集團軍夾擊南攻台兒莊之敵；第85軍應以主力佔領抱犢崗一帶高地，實行佯攻棗莊、嶧縣，以牽制敵之主力
3月29日，瀨谷支隊方面戰況緊迫，步兵第10聯隊及步兵第63聯隊會合試圖控制住台兒莊城的南門與東門；但第二集團軍採取白刃戰與日軍拚殺，在整個集團軍傷亡七成的情況下，守城的31師師長池峯城仍與他的部下持續對瀨谷支隊力戰死守，使日軍傷亡激增。因為台兒莊戰線僵持不下，且可能遭包抄，坂本支隊主力停止對沂州攻勢，由臨沂戰線撤離南下援救瀨谷支隊。
3月29日，湯恩伯下令：

臨沂南進之敵步騎兵三千餘，炮二十餘門，戰車十餘輛，有援台兒莊附近之敵，威脅本軍團側背之模樣，第52軍主力以洪山鎮為軸，外翼經該鎮東北轉向向城、愛曲席捲，將敵捲入我包圍線內。

3月29日，蔣中正電令第二集團軍：

台兒莊屏障徐海，關係第二期作戰至鉅，故以第二集團軍全力保守，即有一兵一卒，亦須本犠牲精神，努力死拼，如果失守，不特全體官兵應加重懲，即李長官、白副參謀總長、林次長亦有處分。

3月29日，第二集團軍傳令各部官兵「犠牲到最後一滴血，奮鬥到底」：

本日拂曉，軍事全力猛攻當面之敵，為督飭各部作戰，派馮軍長安邦赴右翼27師督戰，田軍長鎮南赴左翼30師、31師督戰，對退縮不前與作戰出力官兵，確實執行懲獎。

3月30日，第五戰區司令李宗仁電令湯恩伯軍團：
敵主力似已南下，其一部繞出台兒莊東側第27師背後，企圖由萬里閘方面渡河，包圍我孫軍後方，着貴軍團長以一部監視嶧縣，親率主力南進，協同孫軍肅清台兒莊方面之敵，並限明日拂曉到達。
3月30日，第52軍關麟徵電示第31師池峯城：
軍以任務關係，不克及時南來，殊引之憾，現奉命以全部攻擊台兒莊之側背，30日午後可與敵接觸，我輩鐵血男兒，決當與敵一拼也！
3月31日拂曉，李宗仁與白崇禧親自到台兒莊郊外，指揮殲滅入侵台兒莊之日軍:126。4月2日，蔣中正調黃光華之第139師及周碞之第6師向台兒莊增援，戰況好轉。
4月3日，日本華北方面軍接到大本營準備實施徐州會戰的電令。
4月3日，李宗仁命令第二十集團軍：
敵第10師團及第5師團之一旅，經臨沂、台兒莊諸戰後傷亡極大，本戰區以迅速合圍殲敵人之目的，決於明三日開始全線總攻擊……
4月3日日軍控制台兒莊五分之四地方，國軍第三十一師傷亡過半，國軍第二十七師、第三十師在增援部隊支持下進攻，4月5日增援雲南國軍切斷日軍運輸線，800名台兒莊日軍至次晨被完全包圍消滅:156-159。
4月4日，深夜，孫連仲打電話給李宗仁，請求撤退到運河南岸，李宗仁命令死守:125-126。：「敵我在台兒莊已血戰一周，勝負之數決定於最後五分鐘」孫連仲見李宗仁態度堅決，回答：「好吧，我絕對服從命令，整個集團軍打完為止！」。此時，台兒莊全莊幾遭敵軍佔領，國軍守莊指揮官第三十一師師長池峰城，深覺如此下去，必當全軍覆沒，乃向孫連仲請示，可否轉移陣地:126。後來湯恩伯軍團在日軍背後出現，瀨谷支隊撤退不及，陷入國軍重圍。湯恩伯軍團的出現，對日軍參謀本部也造成一定震撼；因為在戰役前半段與他們戰鬥的都是地方軍閥部隊，而「蔣中正的中央軍」出現在這個戰場，表示國民政府的主力已經在這附近，狀況又變得更加複雜。在湯軍團強大炮火支援下，台兒莊內國軍以敢死隊隊長仵德厚衝入日軍陣地。日軍坂本支隊陷入苦戰，由於後方被國軍截斷不得不從第10師團接受彈藥補充。

4月5日，湯恩伯第十三軍在台兒莊以北20英里之洪山鎮俘虜幾百名日本人並繳獲野戰炮:165。以中央军湯恩伯军团卷击台儿庄日軍侧背，最終取得台兒莊戰役勝利，以毙伤日軍一万多人的戰果成爲近代日本第一次軍事挫敗:202。中國老百姓給國軍當嚮導，照顧傷員，甚至在日軍炮火下也不離開部隊，許多人揀起死者槍支，參加戰鬥:151。
4月5日，蔣中正電令第二十軍團：

台兒莊附近會戰，我以十師之眾，對一師半之敵，歷時旬餘，未獲戰果，該軍團居敵側背，態勢尤為有利，攻擊竟不奏功，其將何以自解，即應嚴督所部，於六七兩日，奮勉圖功，殲滅此敵，毋負厚望，究竟有無把握，仰即具報為要。

李宗仁電軍令部：
……當面之敵約三聯隊以上，炮40餘門，戰車三四十輛，……今日復以戰車連續攻擊，炮火集中轟炸2000發以上，附近村落民房毀成平地，我陣地官兵亦多同歸於盡……。統計各部傷亡最為慘重：第27師僅餘戰鬥員約2000名，第31師餘1400名……
同日，坂本支隊得到直屬上級第五師團師部命令：「準備將部隊轉移至攻略沂州」。為何日軍在台兒莊尚未攻陷時下達這個命令，板垣徵四郎後來辯解的理由是說他以為台兒莊已經被攻下，但也承認「當時師團內部的情報極為混亂所以誤認」。無論理由，在台兒莊周邊的日軍認為不用打下去了，因此坂本支隊長當天晚上和瀨谷支隊長連繫，表示明天（6日）將要反轉戰線後撤。這決定了隔天瀨谷支隊的命運。
4月6日，李宗仁赶到台儿庄附近亲自指挥部队，對第十师团发起了全线出击，日軍機動車輛多被擊毀，其餘也因缺乏汽油而陷於癱瘓。瀨谷支隊在台兒莊與嶧縣城周邊。
4月6日，湯恩伯呈覆蔣中正：
當面之敵經各軍奮勇猛擊，殲敵過半，已嚴令各軍迅向台兒莊攻擊前進，臨沂西南中村附近之敵，似有南進模樣，……如敵不再增援，當可於今明兩日，將該敵壓迫於台兒莊以北附近地區殲滅之。蔣中正令白崇禧李宗仁轉知會：張自忠部、龐炳勛部於向城臨沂等處游擊，阻斷日軍合圍台兒莊，防止敵軍會合。

在此同時，昨晚得知友軍撤退的瀨谷支隊長在「沒有接到攻佔台兒莊命令」、「沒有接到撤退命令」的情況下權衡後，也在4月6日日落開始準備撤退。
4月7日凌晨1时，国军發動反攻，以孙连仲第2集团军为主组成的左翼兵团和以汤恩伯第20军团为主组成的右翼兵团在台儿庄及其附近地区大举反攻。双方便展开了巷战、肉搏战，一时间，台儿庄城内枪林弹雨，血流成河。李宗仁命令部队猛追。日軍向峄城、枣庄撤退。至此台儿庄战役結束。

## 戰後

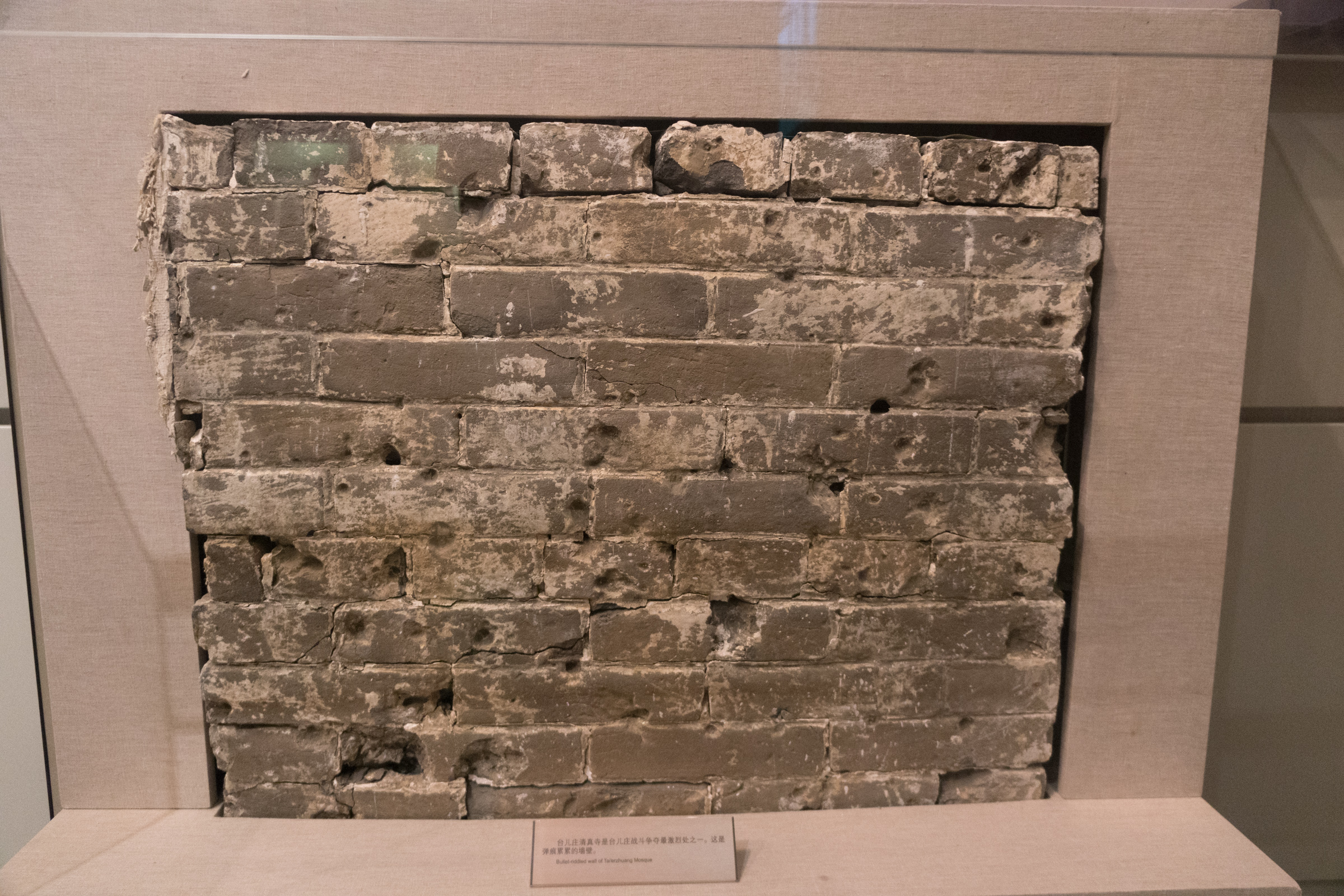
台儿庄清真寺战斗后留下的布满弹痕的墙壁，藏于中国国家博物馆

一批中国学者利用日方资料做出如下解读：1938年6月，日本華北方面軍參謀部第三課對臺兒莊戰役前後日軍傷亡的一個統計，第5、第10師團合計傷亡11,984名:126，其中第五師團2月20日至5月10日共戰死1281人， 受傷5478人，第10師團3月14日至5月12日戰死1088人， 受傷4137人 。日本冈山大学日本近代史教授姜克實认为此说是中国学者对日文资料的断章取义，并认为“在1938年2月20日-4月7日间的“台儿庄会战”，即“台儿庄大捷”中的日本军的死伤者(包括在济宁，嘉祥扫荡的长濑支队)总数应为5800名。其大多数不是死伤于台儿庄，而是东部的临沂战场”。
根據日軍步兵第63聯隊第一手戰鬥詳報，負責台兒莊主攻的日軍步兵第63聯隊連同配合作戰的後勤與支援單位在內，共計有8,464人參與台兒莊之戰，其中陣亡346人，受傷1,154人，死傷總數為1,500人。而第5師團方面，根據日軍第2軍統計表顯示，該師團自1938年2月中旬至4月中旬共戰死1,444名、戰傷5,268名，其中絕大多數必定死傷於台兒莊戰役臨沂部分與增援瀨谷支隊的作戰上。

1938年4月，蔣中正下達宣傳政策綱要：

1. 台兒莊戰鬥不過是第二期抗戰初期之勝利，爾後應極力戒慎因戰勝而產生驕傲。
2. 長期抗戰的主要著眼點在於消耗敵軍戰力，而獲得最後勝利。須深知不在一城一市之得失；避免對持久抗戰心理發生不良影響。
3. 一切宣傳活動，應致力事實之報導，慎戒誇張。
4. 對敵人加以筆誅時應限於對日本軍閥之攻擊，絕不可報導對日本皇室及日本民族之誹謗。

1938年4月，李宗仁下達訓令：
因為日軍在山東省南部中部及江南地區再三慘敗，最近日本國內有政變的跡象，並且引起強烈的反戰思想。最近對蘇俄關係亦惡化，致不能動用中俄國境之日軍，……日軍不顧將來的利害，企圖急遽整理補充河北、山西、山東、江南戰線疲憊兵力，並儘力謀求挽回山東省南部的頹勢。因此我國忠勇戰士，應深深認識敵軍目前正在困境中，全軍須協力一致完成其任務，以求最大的戰果，為民族獨立及抗戰大使命盡全力。
中共《新华日报》1938年4月7日、8日报道歼敌万余人，坦克車被擊毀30餘輛，繳獲大炮70餘門，戰車40餘輛，裝甲車70餘輛，汽車100餘輛。是抗戰爆發後中國正面戰場取得的首次重大勝利，中国士气大增。
1938年4月18日，日本大本營派遣橋本群少將、西村敏雄中佐與北支那方面軍下山琢磨大佐、友近美晴中佐、鈴本率道少將、岡本清福大佐；中支那派遣軍武藤章大佐，臨時航空兵團田中友道大佐，召開會議制定「徐州會戰」作戰計劃，以期消滅國軍野戰軍主力。
1938年5月10日，國民政府授予湯恩伯、孫連仲青天白日勳章。5月19日，日軍分三路攻陷徐州，刺死數百名國軍傷員:174。5月31日，國民政府行政院議會通過決議，頒給田鎮南、馮安邦、黃樵松、張金照、池峯城、吳鵬舉等人青天白日勳章。

## 評價
但當時的日本帝國陸軍論點並不認為他們撤退代表戰敗，日軍認為即便這場局部衝突伤亡不小，但是這場戰役只是在擴張縱深的接觸戰，而非帝國大本營派令的正式作戰任務。
日本大本營作戰課長稻田中佐，在戰後回憶：
瀨谷、坂本自台兒莊後退，因湯恩伯軍的出現，認為中國軍主力出現，遂擴大戰爭，進行徐州會戰，大本營遂令北中派遣軍南北夾攻徐州，並於5月10日發佈大陸令，要關東軍派兩旅團赴援。5月19日佔領了徐州，不料中國軍在6月12日發動黃河決壤作戰，日軍陷於苦戰。日軍大本營再調動大批軍事陣容……

郭沫若（當時為國民政府政治部第三廳廳長）在《抗日回想錄》：
台兒莊當面的敵人，於六日晚被我軍的總攻擊所夾擊。……此次戰鬥敵傷亡2萬多人，擄獲步槍1萬多枝，重機槍931挺，步兵炮77門，戰車40輛，大炮50多門……
- 1938年4月9日路透社电讯说；“英军事当局对于中国津浦线之战局极为注意，最初中国军队获胜之消息传来，各方面尚不十分相信，但现在证明日军溃败之讯确为事实。”

- 4月2日，對台兒莊的戰鬥過程中，日軍步兵第10聯隊記述戰鬥詳報：

敵人為第27師第80旅，檢討從昨日以來之戰鬥，不愧為蔣委員長所信任之部隊，決死奮戰，據壕死守，士兵全部均抵抗至最後。視其七十九個戰壕，屍體壘壘，令人感嘆。透過傳譯勸告投降，無一人接受。由此可見所謂屍山血海堅守至最後一兵一卒，並非日軍所獨有之事，不知彼而徒然自我陶醉應為日軍所慎戒。此日，日軍傷亡軍官達六十六名之多，而中國軍留下屍體亦不下於二百五十具。

- 在普立茲獎得獎作品《史迪威与美国在华经验》（Stilwell and the American Experience in China, 1911-45）中，歷史學家巴巴拉·塔奇曼稱此役「是日本自建立陸軍以來第一次顯要的戰敗」。[35][36][37][38]日軍死傷約一萬六千人，損失戰車40輛，裝甲車70輛。[35]
- 史迪威一向來對中國戰事悲觀，經此一役，已認為中國可能取得最後之勝利[39]:128。

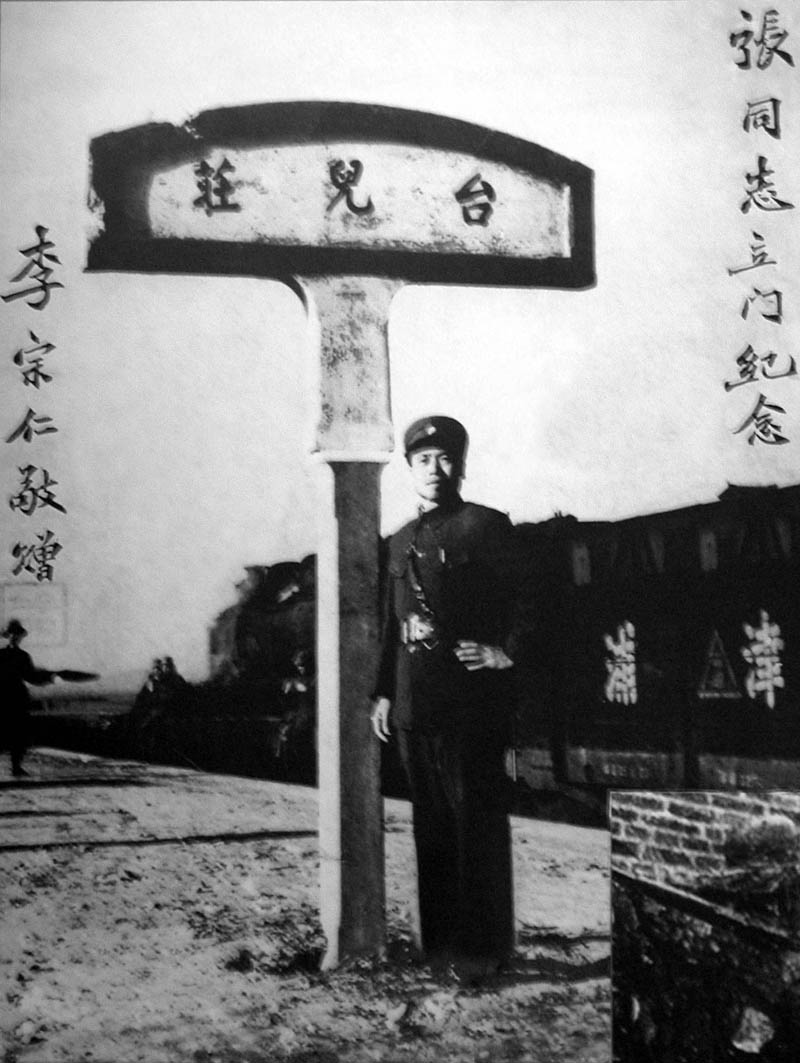
李宗仁——摄于津浦线台儿庄站

- 由蒋纬国主编、三军大学战史研究所国民革命战史编述发展组撰写，民国67年8月黎明文化事业股份有限公司印行《国民革命战史》第三部《抗日御侮》（十卷本）第五卷第八章野战战略第二节初期战役第六款“徐州会战”第五项会战经过第114页：“台儿庄方面，战区以第二集团军之一部（第三十一师）固守。”第148页：本战斗国军参战部队约46000人，伤亡失踪官兵约7500人。
- 作家白先勇於2008年接受台灣媒體中國時報專訪談及父親白崇禧時表示：「臺兒莊大捷讓全國士氣大振，我父親發揮了廣西將領作戰的優良傳統，八年抗戰才能持續下去。」[40]
- 日本冈山大学日本史教授姜克实认为：“从中国军队在1938年5月16日放弃了战略要地徐州这点上看，‘台儿庄大捷’并没有多大战略上胜利的意义。只不过把徐州的陷落时间推迟了二个月之久”，“也就是说‘台儿庄大捷’的意义不一定在军事面，而在于政治面，精神面和宣传面之中。其打破了‘皇军百战百胜’的旧观念，给予了中国民众和抗战部队奋勇抗日的精神力量和勇气。对于一直节节败北于日军攻势的中国军队来讲，在这一层面多少夸张一点实事，多宣传一点胜利，多创造出几个像王铭章一样的英雄人物，从精神战这一角度上看还是有必要的”。[30]

## 宣传与纪念
1980年前中国大陆在教科书与传媒中极少提及台儿庄战役。例如1960年上海教育出版社《中学历史教师手册》和1979年徐州师范学院历史系所编教学参考用《世界历史大事纪年》就抗日战争总体提的大部分都是共产党的活动介绍，1938年条目前下和国民党相关的只有“日军占领广州、武汉”，在八一三事变后唯一提到的国军战役是豫湘桂战役。80年代後有所改變，中国大陆电影《血战台儿庄》展现了台儿庄战役中奋力抵抗的国军将士。
現今，在中華人民共和國通用教科書介紹臺兒莊大捷，稱是李宗仁在抗战初期正面战场取得的一次重大胜利。台儿庄大捷75週年時，當地舉行隆重紀念活動。

## 引用文献
1. 1 2  抗戰期間國軍擴展與作戰，劉鳳翰，國防部史政編譯室，ISBN 978-957-01-7921-7，第194-195頁
2. ↑  益井康一，『日本と中国はなぜ戦ったのか』，光人社，2002年，頁167。ISBN 978-4-7698-1038-4
3. 1 2 3 4 5 6 7 8 9  伊斯雷爾·愛潑斯坦. . 香港: 和平圖書. 2016.
4. ↑  『太平洋戦争への道 第4巻　日中戦争 下』、43-45頁。
5. ↑  益井、167-168頁。
6. ↑  越智、84-86頁。
7. ↑  . . 1938-05. 台兒莊是魯南部之一個小鎮，西北距嶧縣三十四公里，西南距隴海路之的運河四十三公里。水陸交通便利，全莊居民四千餘戶，頗為繁盛。南下運河口，可以截斷徐海一的鐵路，西北兩面和韓莊呼應，可以直逼徐州。所以敵將磯谷之必以主力出台兒莊，乃與坂垣之出臨沂，為同一之意義，即目的在確實控制魯南，免除後顧之憂﹐然後自魯南山地縱兵徐州隴海之間，迂迴側擊徐州，以完成其貫通津浦線之野心。
8. ↑  白先勇編著. . 香港: 天地圖書. 2012-05. ISBN 9789882198111. 龐炳勛所指揮之軍隊，其實只有五個步兵團，實力尚不及一個軍。龐氏原屬馮玉祥系的西北軍，其部隊乃所謂“雜牌部隊”，配備不良，但龐氏本人能征慣戰，體恤士卒，視下屬如子弟，故深得部屬擁戴，且練兵嚴肅，部隊所至之處，秋毫無犯。敵軍以一師團優勢兵力，並附屬山炮一團、騎兵一旅，向龐部猛攻。我龐軍團長率領其五團子弟兵據城死守。敵軍數日夜反復衝殺，傷亡甚眾，竟不能越雷池一步。……臨沂一役的最大功效在於粉碎了板垣、磯谷兩師團在台兒莊會師的計劃，以致日後導使磯谷師團孤軍深入，被我軍在台兒莊痛剿殲滅
9. ↑  王振 (编). . 枣庄大众网 (济南: 山东大众报业集团).   [2017-04-16]. （原始内容存档于2016-02-02）.
10. ↑  在台兒莊戰鬥中，中國共產黨領導的八路軍一二九師一部和抗日游擊隊破敵交通，襲敵後方，有力地牽制了敵人。《中國共產黨史稿，第一編·王健民·1965年》
11. ↑  《何應欽·日軍侵華八年抗戰史·黎明文化事業公司》
12. ↑  李宗仁，14,14參電令
13. ↑  . . 1938-05. 惟敵人東移之際，我軍大部已先渡運河，進入台兒莊，更東進遮斷磯谷坂垣之聯絡。
14. ↑  . . 1938-05. 卒賴我軍之艱苦抗戰，於近二十日之劇戰中，協各路夾攻之力，盡將敵人殲滅
15. ↑  白先勇編著. . 香港: 天地圖書. 2012-05. ISBN 9789882198111. 敵人藉飛機、重炮、戰車之支持，向孫連仲部猛烈圍攻，戰鬥激烈期間，我第二集團軍陣地每日落炮彈至六七千發之多。敵軍曾一度攻入台兒莊，我守軍之三十一師（師長池峰城）有與台兒莊共存亡之心。奮勇抵抗，反復肉搏，台兒莊雖被敵占去四分之三，守軍屹然未動。敵我激戰之間，父親（白崇禧）常乘車直到前線與各軍各師之高級將領聯絡，聽取戰情，鼓舞士氣，並代表武漢大本營蔣委員長面致慰問。
16. ↑  步兵第63聯隊、獨立機關槍第10大隊、輕裝甲車第10中隊、駐華兵團戰車隊臨時中隊（中戰車七、輕裝甲車五）、野戰砲兵第10聯隊第1大隊、野戰重砲兵第二聯隊
17. ↑  菊池、69-70頁。
18. 1 2  益井、169-170頁。
19. ↑  第二次中日戰爭各重要戰役史料彚編，台兒莊會戰，國史館，1984年7月，第267頁
20. ↑  白先勇編著. . 香港: 天地圖書. 2012-05. ISBN 9789882198111. 此時湯軍團已從嶧、棗南下，以主力向台兒莊之敵猛攻，敵在台兒莊之部隊已完全陷入包圍內。四月二日，李宗仁正式下令對台兒莊之敵發起總攻，我軍全線出擊
21. ↑  白先勇編著. . 香港: 天地圖書. 2012-05. ISBN 9789882198111. 第二集團軍至此已傷亡過半，漸有不支之勢，李宗仁嚴令孫連仲死守待援。同時李也嚴令湯恩伯軍團迅速南下，夾擊敵軍。
22. ↑  白先勇編著. . 香港: 天地圖書. 2012-05. ISBN 9789882198111. 李宗仁因湯部援兵快到，嚴令死守，絕不許後退。
23. 1 2  菊池、70-71頁。
24. ↑  David Boyle著，李靜宜、張麗瓊、李俊融译. . 台北: 明天國際圖書. 2005. ISBN 9867256433.
25. ↑  黃仁宇. . 台北: 時報出版. 1994.
26. ↑  《抗日戰爭正面戰場》上，頁608。
27. ↑  越智、88-89頁。
28. ↑  第二次中日戰爭各重要戰役史料彚編，台兒莊會戰，國史館，1984年7月，第62頁，轉引自中華民國國防部編，徐州會戰(三)
29. ↑  白先勇編著. . 香港: 天地圖書. 2012-05. ISBN 9789882198111. 台兒莊之役自三月二十三日日軍發動攻勢起，至四月七日晚，莊內日軍殘餘被掃清止，歷時半月。據李宗仁估計「敵軍總死傷當在二萬人以上」
30. 1 2  姜克实. . 2015-06-12  [2016-07-09]. （原始内容存档于2016-10-16）.
31. ↑  「JACAR(アジア歴史資料センター)Ref.C11111254400、歩兵第６３連隊　台児庄攻略戦闘詳報　昭和１３年３月２日～昭和１３年４月６日（２分冊の１）(防衛省防衛研究所)」
32. ↑  JACAR(アジア歴史資料センター)Ref.C11112087000、第２軍作戦経過の概要　昭和１２年８月下旬～１３年７月中旬(防衛省防衛研究所)
33. ↑  日本防衛廳防衛研究所戰史室大東亞戰爭公刊戰史
34. ↑  國防部史政編譯局（中華民國），日軍對華作戰紀要(2)，華中華南作戰及對華戰略之轉變，初期陸軍作戰，1987年7月，第55頁
35. 1 2  Barbara Wertheim Tuchman. . Grove Press. 2001年: 第186頁  [2014-02-12]. ISBN 978-0-8021-3852-1. （原始内容存档于2014-06-27）. ...in their first notable defeat since their creation of a modern army（英文）
36. ↑  . The Pulitzer Prizes.   [2014-02-12]. （原始内容存档于2009-04-24）. 1972 Barbara W. Tuchman Stilwell and the American Experience in China, 1911-1945（英文）
37. ↑  巴巴拉・塔奇曼; 陆增平; 王祖通. . 商务印书馆. 1985年  [2014-02-12]. OCLC 26032302. （原始内容存档于2014-06-27）.
38. ↑  從大歷史的角度讀蔣介石日記·黃仁宇·時報出版·1994年·第202頁
39. ↑  白先勇編著. . 香港: 天地圖書. 2012-05. ISBN 9789882198111.
40. ↑  台灣中國時報 - 叛逆 白崇禧白先勇的基因密碼 （页面存档备份，存于）「臺兒莊大捷等於是民族存亡的一仗，如果在美國、日本、歐洲，像這一仗有多少專書會出來？但到今天還沒有一本臺兒莊專書，實在不負責任。我看到國防部之前出的七百多頁抗戰史，臺兒莊大概只有三頁，難怪(中共)共產黨會說國民黨沒有抗日、日本會說沒有南京屠殺，因為你連自己的歷史你都不記錄。我希望喚醒大家對歷史的重視，一切政治因素應該撇掉，現在應該是寫信史的時候。我不是軍事史專家，只是參考父親與李宗仁的回憶錄，及聽父親口述，按理講應該訪問所有參與的人、收集所有資料，從臺灣、大陸、日本各種角度好好寫，國民黨應該好好寫一本民國史而不是黨史，這是當務之急。」
41. ↑  中國大陸 八年级第二学期课本 在第五战区司令长官李宗仁指挥下，中国军队将敌军一路阻止在临析，使另一路敌军孤军深入。日军猛攻台儿庄，庄内守军凭借断墙惨壁英勇抵抗，拖住日军。4月初，中国军队发动全线反攻，日军伤亡惨重，向北溃逃。台儿庄战役歼敌1.2万人，是抗战初期正面战场取得的一次重大胜利。上海教育出版社出版 ISBN 978-7-5320-5131-1
42. ↑  .   [2013-09-28]. （原始内容存档于2014-01-12）.